# Александров, Леонид Давидович
Леони́д Дави́дович Алекса́ндров (1870, Вологда — 1925, Рыбинск) — фенолог, писатель и публицист.

## Биография
Родился в Вологде. Окончил Московское пехотное юнкерское училище (МПЮУ). Служил в армии, к началу 1909 года — штабс-капитан 248-го Осташковского резервного батальона. В Первую мировую вступил капитаном в Гроховском 182-м пехотном полку. Был ранен в 1915 году у города Уржендова Люблинской губернии и в 1916 году под селом Затурцы Волынской губернии. С 5 декабря 1917 года — полковник, командир 607-го Млыновского пехотного полка.
До войны и после революции Александров постоянно жил в Рыбинске Ярославской губернии и в течение многих лет вёл фенологические наблюдения. Писал ежегодные подробные отчёты, содержащие обширные сведения о численности и миграциях охотничьих зверей и птиц. Составлял отчёты о состоянии охотничьего и рыболовного промыслов в губернии.
На протяжении более 25 лет сотрудничал с многими охотничьими журналами и газетами, в том числе «Природа и охота», «Охотничий вестник», «Охотничья газета», «Рыболов и охота», «Охотник», «Наша охота», «Охотничье дело», «Приволжский вестник охоты».

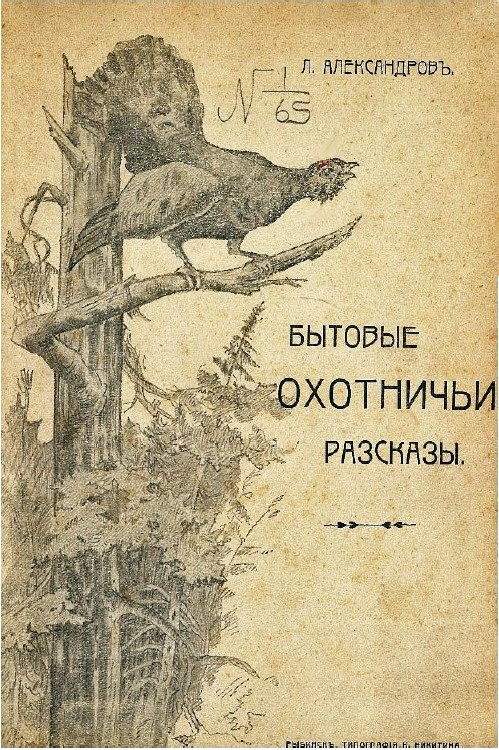

Писал охотничью беллетристику — очерки и рассказы. В 1912 и 1914 годах на свои средства издал два тома сборника «Бытовые охотничьи рассказы» и подготовил план третьего тома, который был анонсирован, но не вышел из-за начавшейся Первой мировой войны.
Незадолго до смерти Александров подготовил к изданию два тома новых рассказов, которые не были напечатаны и, вероятно, утрачены.
Умер скоропостижно в 1925 году.
В 2009 году в альманахе «Охотничьи просторы» были перепечатаны два рассказа Александрова: «Леший» и «Русак заел».